# Vitalij Kyrejko
Vitalij Dmytrovyč Kyrejko, ukrajinsky Віталій Дмитрович Кирейко, rusky Виталий Дмитриевич Кирейко, (23. prosince 1926 Šyroke – 19. října 2016) byl ukrajinský hudební skladatel a pedagog.

## Život
Vitalij Kyrejko pochází z města Šyroke v dnešní Dněpropetrovské oblasti. Jeho otec byl učitel a amatérský hudebník a hudební organizátor. Střední školu vystudoval v městě Kobeljaky v Poltavské oblasti (1935–1941). Za druhé světové války (1941–1944) Kyrejko působil jako koncertní mistr v amatérském divadelním souboru, s nímž uvedl např. Natalku Poltavku.
Jeho profesionální činnost je spojena s Kyjevskou konzervatoří, kde studoval v letech 1944–1949 kompozici u významného skladatele Levka Revuckého, který se stal Kyrejkovým celoživotním vzorem. Na konzervatoři zůstal i po absolvování jako vyučující a Revuckého vědecký asistent, dokončil tam roku 1952 aspiranturu, roku 1953 se stal kandidátem hudebních věd, roku 1961 docentem a roku 1978 profesorem; roku 1988 odešel na penzi. Z roku 1945 pochází Kyrejkova první díla opatřená opusovým číslem.
Základem pro Kyrejkovy tvorbu byla vždy ukrajinská lidová hudba a na ni navazující skladatelská tradice (Lysenko, Leontovyč, Stecenko, Verykivskyj, Revuckyj); profesorka Valentyna Antonjuková jej nazývá přímo „Lysenkovým vnukem“. K hudební avantgardě, která se na Ukrajině prosazovala od 60. let 20. století, zaujímal vždy záporný postoj. Je nazýván „posledním romantikem“ ukrajinské klasické hudby.
Kyrejko se soustavně vyhýbal tvorbě na prorežimní témata, což vedlo s jeho silným obdivem k národnímu folklóru (shledává vlivy ukrajinské lidové písně i u Beethovena) a antipatiemi k bolševikům a židům k ovlivnění z „buržoazního nacionalismu“. I když za své první dvě opery získal roku 1966 titul zasloužilého umělce USSR, byly vzápětí staženy z repertoáru; rovněž plánovaná opera Bojarka, zpodobňující konflikt ukrajinského nacionalismu a ruské rozpínavosti, byla za existence Sovětského svazu zakázána a koncertně provedena až roku 2008.
Po dobu brežněvovské éry se proto Kyrejko soustředil na instrumentální hudbu a na lyrické písně a za svou tvorbu – stylově konzervativní a odpovídající požadavkům socialistického realismu – získal roku 1977 i titul národního umělce USSR. Získal rovněž cenu M. V. Lysenka (1985), cenu L. Revuckého, cenu I. Nečuja-Levyckého a roku 2001 se stal rytířem ukrajinského řádu „Za zásluhy‟ („Орден «За заслуги»‟) III. stupně.

## Dílo
Dílo Vitalije Kyrejka je rozsáhlé a žánrově bohaté, obsahuje téměř 300 opusových čísel.

### Hudební skladby
opery
- Lesní píseň (Лісова пісня), na vlastní libreto podle stejnojmenné hry-féerie Lesji Ukrajinky, 1957
- V neděli ráno sbírala byliny (У неділю рано зілля копала), na libreto М. Zocenka podle stejnojmenné povídky Olhy Kobyljanské, 1966
- Marko v pekle (Марко в пеклі), na vlastní libreto podle stejnojmenné hry Ivana Antonovyče Kočerhy, 1966
- Vernisáž na jarmarku (Вернісаж на ярмарку), na libreto Eduarda Javorského а N. Někrasovové podle hry H. Kvitka-Osnovjanenka Saldackyj patret, 1985
- Bojarka (Бояриня), podle stejnojmenné dramatické básně Lesji Ukrajinky, 2008

balety
- Stíny zapomenutých předků (Тіні забутих предків), na libreto F. Kocjubinského a N. Skoruľské podle povídky Mychajla Kocjubynského, 1960
- Vědma, (Відьма), na libreto V. Nerodenka podle básně T. Ševčenka, 1967
- Orgie (Оргія), na libreto N. Skoruľské pole dramatické básně Lesji Ukrajinky, 1977
- Sluneční kámen (Сонячний камінь), na libreto Je. Kušakova, 1982

vokálně-symfonická a symfonická díla
- kantáta Na památku M. Kropyvnyckého (Пам'яті М. Кропивницького, na slova M. Ryľského, 1965, a jiné
- symfonie č. 1, 1952
- symfonie č. 2, 1964
- symfonie č. 3, 1968
- symfonie č. 4, 1970
- symfonie č. 5, 1975
- symfonie č. 6, 1977
- symfonie č. 7, 1986
- symfonie č. 8 Klasická, 1992
- symfonie č. 9, 1994
- symfonie č. 10, 2002
- suita Ukrajinské tance (Українські танці), 1958
- symfonická báseň Don Quijote (Дон Кіхот), 1981 a jiné
- sinfonietta pro smyčcový orchestr, 1971
- koncert pro violoncello a orchestr, 1961
- koncert pro housle a orchestr, 1967
- dvojitý koncert pro housle, violoncello a orchestr a moll, 1971
- Báseň pro klavír a orchestr, 1973
- Fantazie pro klavír a orchestr, 1973
- ouvertury a jiné

komorní instrumentální díla
- první klavírní trio, 1976
- druhé klavírní trio
- klavírní kvintet
- 6 smyčcových kvartet
- díla pro sólový klavír, mj.: 24 skladbiček pro děti (1962), jedenáct sonát
- díla pro sólové housle, violy a violoncella

vokální díla
- sbory na slova H. Skorovody, Т. Ševčenka, A. S. Puškina, J. W. Goetha, М. Ryľského, P. Tyčyny, М. Tanka, G. Herwegha a jiných
- cyklus písní Barvy legend (Барви легенд) na slova А. Nimenka, 1973
- romance na slova Т. Ševčenka, Lesji Ukrajinky, І. Franka a jiných
- písně a úpravy lidových písní

další
- hudba k činohrám

### Hudebněvědné práce
- disertace Ukrajinské lidové písně v úpravách sovětských skladatelů pro hlas a klavír, 1953
- jiné hudebněvědné články v odborném a obecném tisku